# Anna Westphalen
Anna Westphalen, född 1969 i Stockholm, är en svensk författare och journalist. Westphalen debuterade 2015 med novellsamlingen Perfekt packad skit och andra noveller som nominerades till Borås Tidnings debutantpris. Westphalens första roman Diana, döden och jag . 
Westphalen har tidigare arbetat bland annat som stabschef på Brottsförebyggande rådet och som handläggare på Utrikesdepartementet. Dessförinnan arbetade Westphalen på UNICEF:s huvudkontor i New York (1998-2008).